# 尚書四
HD 148293，又名BD+69 845，SAO 17062、HR 6126，是一颗恒星，视星等为5.25，位于銀經101.8，銀緯38.23，其B1900.0坐标为赤經16h 22m 2.2s，赤緯+69° 38.23′ 26″。